# ТКБ-022
ТКБ-022 (от Тульское Конструкторское Бюро) — серия советских экспериментальных автоматов компоновки булл-пап, разработанных Г. А. Коробовым в 1960-х годах в ЦКИБ СОО.

## История
Причины создания серии автоматов ТКБ-022 заключаются в попытке уменьшить габариты оружия при сохранении баллистических характеристик (определяемых при заданном патроне длиной ствола). Работы велись в рамках научно-исследовательских работ (НИР) по поиску новых схем и совершенных принципов автоматики оружия. Образцы должны были иметь простую конструкцию, малый вес и быть надёжными в эксплуатации.

## Дальнейшая судьба
Несмотря на превосходство над АКМ по размерам и весу, оружие не было принято на вооружение по множеству причин. Можно привести несколько главных причин: нестандартный вид, сложность конструкции и хрупкость корпуса. Нестандартный вид — оружие выглядело очень нестандартно для Советской Армии, и схема булл-пап была нестандартной для советских солдат. Сложность конструкции — вся конструкция была довольно сложной для обслуживания, что не подходило под стандарты армии СССР. Хрупкость корпуса — реактопласт довольно непрочный, а его осколки были острыми. Было и множество других причин: плохая эргономика, неудобное расположение магазина, диоптрический прицел (подобные прицелы тогда не были сильно распространенными) и др.

## Варианты
- ТКБ-022 № 1, № 2 и № З — автоматы, созданные в 1961 году по пистолетной схеме (отъёмный магазин заменял собой пистолетную рукоятку). Автоматика основана на отводе пороховых газов из канала ствола, запирание осуществляется поворотом затвора. При проведении огневых испытаний из данного автомата было произведено 13350 выстрелов без задержек из № 1 и 3036 выстрелов из № 3, при этом кучность стрельбы не уступала АКМ. У всех моделей корпус сделан из металла, а цевье — из древесины.
- ТКБ-022П № 1 — автомат, созданный в 1962 году и являющийся точной копией автоматов ТКБ-022. Корпус оружия был сделан из термореактивной стеклонаполненной пластмассы АГ-4 (реактопласт), что помогло уменьшить вес оружия. Но оружие все равно оставалось неудобным для использования.
- ТКБ-022П № 2 и № 3 — автоматы, созданные в 1962 году по компоновке булл-пап и также использовавшие реактопласт для корпуса. Они были уже более удобными для использования, так как они были созданы по стандартной схеме булл-пап. Основная часть оружия схожа с ТКБ-022П № 1, а другая — собственная. По кучности автоматы также не уступали АКМ.
- ТКБ-022ПМ № 1 — модернизация ТКБ-022П с целью повышения кучности стрельбы из неустойчивых положений. По этому параметру ТКБ-022ПМ превосходил АКМ в три раза. Новый вариант отличался также оригинальной конструкцией затвора и возможностью установки дульной насадки для метания ружейных гранат. Предохранитель-переводчик режимов стрельбы расположен слева над пистолетной рукояткой. Данная модель обладает окном выброса гильз внизу (между магазином и пистолетной рукоятью). Это делает автомат возможным для использования  левшами, хоть и немного ограничивает положение руки.
- ТКБ-022ПМ № 2 — самая известная модель ТКБ-022. Почти ничем не отличается от ТКБ-022 № 1. Корпус выполнен по-другому. И самое главное в оружии — передний экстрактор гильз. Для обеспечения должного удобства стрельбы как левшами, так и правшами выброс стреляных гильз осуществлялся возле дульного среза.
- ТКБ-022ПМ5 № 1 — вариант ТКБ-022ПМ под патрон 5,6×39 мм. Автомат превосходил АКМ и при стрельбе из положения лежа с руки на дальности 100 м.

Некоторая информация об оружии может быть ошибочной, так как об большинстве моделей (кроме моделей ТКБ-022ПМ) почти нет информации.